# Miejski Zarząd Dróg i Komunikacji w Radomiu
Miejski Zarząd Dróg i Komunikacji w Radomiu został powołany Uchwałą Rady Miejskiej w Radomiu z dniem 1 lutego 2001 r., jako zakład budżetowy, z połączenia likwidowanej jednostki Miejskiego Zarządu Dróg (MZD) i Zarządu Transportu Miejskiego (ZTM). Miejski Zarząd Dróg i Komunikacji jest następcą prawnym MZD i wykonuje zadania zarządu drogi w rozumieniu przepisów ustawy o drogach publicznych.

## Linie
Obecnie MZDiK Radom obsługuje 31 linii miejskich, 27 dziennych, 3 nocne i jedną zastępczą:
| Linia | Orientacyjna trasa, czas przebycia jej podstawowego wariantu (według rozkładu MZDiK) oraz średnia częstotliwość kursowania w minutach |
| ----- | --- |
| 1     | Os. Południe – Sycyńska - Czarnoleska - Wierzbicka – Limanowskiego - Reja - Lekarska – Traugutta - Sienkiewicza – 25 czerwca – Żeromskiego – Zbrowskiego – Struga - Os. Gołębiów I (ok.32 minut) średnia częstotliwość: 15/20/20/30 – dzień powszedni, 40 – dzień wolny |
| 2     | Os. Zamłynie – Okulickiego – Narutowicza - Kościuszki – Dw. Główny PKP - Beliny Prażmowskiego – 25 Czerwca - Słowackiego - Idalin (ok. 26 - 27 minut) średnia częstotliwość: 15/20/20/30 – dzień powszedni, 40 – dzień wolny |
| 3     | Os. Michałów – Mieszka I - Rapackiego - Sempołowskiej - Paderewskiego - Zbrowskiego - 11 listopada – Żwirki i Wigury – 25 czerwca - Sienkiewicza – Dw. Główny PKP – Grzecznarowskiego – Jana Pawła II - Wyścigowa - Rzeszowska - Idalińska - Wiertnicza – Idalin (ok. 35-38 minut) średnia częstotliwość: 15/20/15/30 – dzień powszedni, 30 – dzień wolny |
| 4     | Firlej/Cmentarz – Ofiar Firleja – Warszawska - Struga - Pileckiego – Kelles-Krauza - 25 Czerwca – Słowackiego – Kwiatkowskiego – Jana Pawła II - Michalczewskiego - Brata Alberta – Os. Prędocinek (ok.29-31 minut) średnia częstotliwość: 20/30 – dzień powszedni, 40 – dzień wolny |
| 5     | Lotnisko Warszawa-Radom – Lubelska – Sienkiewicza – Dw. Główny PKP – Kościuszki – Narutowicza – Okulickiego – Kielecka – Pruszaków (Kosów – Młodocin Mniejszy - Rożki) (ok.32-40 minut) średnia częstotliwość: 15/20/15/30 – dzień powszedni, 40 – dzień wolny |
| 6     | Godów – Wiejska – PCK – Grzecznarowskiego – Dw. Główny PKP - Beliny Prażmowskiego – 25 czerwca – Żwirki i Wigury – Chrobrego – Mireckiego – Okulickiego – Przytycka – Bielicha – Milejowice (ok. 41-44 minut) średnia częstotliwość: 20/40/20/40 – dzień powszedni, 60 – dzień wolny |
| 7     | Os. Michałów – Chrobrego – Struga – Malczewskiego – Lekarska – Traugutta – Dw. Główny PKP – 1905 roku – Limanowskiego - Wierzbicka – Os. Południe (ok. 33-36 minut) średnia częstotliwość: 10 – dzień powszedni, 20 - dzień wolny |
| 8     | Kierzków – Wolanowska – Okulickiego – Traugutta – Dw. Główny PKP – 1905 roku – Maratońska – Halinów – Os. Wośniki (ok. 37-42 minut) średnia częstotliwość: 20 – dzień powszedni, 40 – dzień wolny |
| 9     | Os. Prędocinek - Brata Alberta - Michalczewskiego – Jana Pawła II – Grzecznarowskiego – Dw. Główny PKP – Traugutta – Malczewskiego – Struga – Os. Gołębiów I (ok. 25-26 minut) średnia częstotliwość: 10 – dzień powszedni, 20 – dzień wolny |
| 10    | (Rajec Poduchowny – Kozienicka) Gołębiów/Fołtyn – Fołtyn – Kozienicka – Os. Gołębiów I – Szklana – Żeromskiego – Sienkiewicza – Dw. Główny PKP – 1905 roku – Limanowskiego – Okulickiego – Langiewicza – Osiowa – Wacyn/Osiowa (ok. 39 minut) średnia częstotliwość: 30/50/30/50 – dzień powszedni, 60 – dzień wolny |
| 11    | Os. Gołębiów II/Paderewskiego – Paderewskiego – Sempołowskiej – Rapackiego – Chrobrego – 11 listopada– Szarych Szeregów - Mireckiego - Limanowskiego - Mariacka - 1905 Roku - Dw. Główny PKP - Grzecznarowskiego - Słowackiego - Mazowiecka – Idalin (ok. 33-35 minut) średnia częstotliwość: 15/20/15/30 – dzień powszedni, 30 – dzień wolny |
| 12    | Wincentów – Witosa – Warszawska - (Kasztelańska - Mroza) Warszawska – Wernera – Czernieckiego – Kielecka – Maratońska – Wierzbicka – Czarnoleska – Sycyńska – Os. Południe (ok. 41-43 minut) średnia częstotliwość: 20/40 – dzień powszedni, 30 – dzień wolny |
| 13    | (Witosa/Cmentarz - Ofiar Firleja)Józefów/Szpital – Mieszka I – Chrobrego – Kusocińskiego – 25 czerwca – Dw. Główny PKP – 1905 roku – Limanowskiego – Sucha – Os. Wośniki – Wośniki/Szkoła - (Wośniki/Samorządowa(ok.32-33 minut) średnia częstotliwość: 20 – dzień powszedni, 40 – dzień wolny |
| 14    | (Potkanów/Stalowa – Starokrakowska - Potkanowska – Wierzbicka) – Os. Południe – Sycyńska – Czarnoleska – Wierzbicka – Toruńska – Limanowskiego – 1905 roku – Dworzec PKP – Słowackiego – Długojowska – Lubelska - Małęczyńska - Wrocławska - Chorzowska – (Natolin – Sadków/Kościół) - Lubelska – Lotnisko Warszawa-Radom (ok. 49-50 minut) średnia częstotliwość: 20 – dzień powszedni, 40 – dzień wolny                                                         |
| 15    | Kaptur – Folwarczna – Okulickiego – Reja – Traugutta – Słowackiego – Janiszpol - (Makowiec) (ok. 25-29 minut) średnia częstotliwość: 20/20/20/30 – dzień powszedni, 40 – dzień wolny |
| 16    | Os. Gołębiów II/Sempołowskiej – Paderewskiego – Zbrowskiego – 11 listopada – Żwirki i Wigury – 25 Czerwca – Kelles-Krauza – Pileckiego - Struga - Wernera - Mireckiego - Limanowskiego - (Wierzbicka – Toruńska - Limanowskiego) – Sucha – Os. Wośniki (ok. 29-30 minut) średnia częstotliwość: 30/40 – dzień powszedni, 40 – dzień wolny |
| 17    | Potkanów/Stalowa – Starokrakowska – Limanowskiego - Reja - Malczewskiego - Struga - Pileckiego – Kelles-Krauza – 25 czerwca – Struga – Os. Gołębiów I – Kozienicka – Gołębiów/Fołtyn (ok. 31-32 minut) średnia częstotliwość: 20 – dzień powszedni, 40 – dzień wolny |
| 18    | Pruszaków – Szydłowiecka – Starokrakowska – Limanowskiego – 1905 roku – Dw. Główny PKP – Dworzec PKS – 25 czerwca – Struga – Zbrowskiego – Energetyków – Stara Wola Gołębiowska – (Kozłów) – Nowa Wola Gołębiowska – Energetyków – Zbrowskiego – Struga – 25 czerwca – Dworzec PKS – Dw. Główny PKP – 1905 roku – Limanowskiego – Starokrakowska - Szydłowiecka – Pruszaków (ok. 91 minut) średnia częstotliwość: 20/40/20/40 – dzień powszedni, 40 – dzień wolny |
| 19    | Malenice - Malenicka - Słowackiego - Grzecznarowskiego - Dw. Główny PKP - Sienkiewicza - Żeromskiego - Kilińskiego - Malczewskiego - Rodziny Wilczewskich - Obozisko (ok. 27 minut) średnia częstotliwość: 30/40 - dzień powszednie, 40- dzień wolne |
| 20    | Ustronie/Radomskiego - Wyścigowa - Idalińska - Grzbietowa - Witkackiego - Malczew (ok. 10 minut) średnia częstotliwość: 30/50/30/50 - dzień powszedni |
| 21    | Os. Prędocinek – Jana Pawła II – Grzecznarowskiego – Al. Wojska Polskiego – Kozienicka – Struga – Kusocińskiego – Chrobrego – Żółkiewskiego – Warszawska (Warszawska – Witosa – Wincentów) – Klwatecka – Wólka Klwatecka (ok. 39-43 minut) średnia częstotliwość: 30/40/30/40 – dzień powszedni, 60 – dzień wolny |
| 22    | Lasowice - Rajec Szlachecki - Zwolińskiego - Kozienicka - Os. Gołębiów I - Struga - Malczewskiego - Rodziny Wilczewskich - Obozisko (ok. 21-22 minut) średnia częstotliwość: 75/80/70/80 - dzień powszedni |
| 23    | Wólka Klwatecka/Mroza - Kasztelańska - Warszawska - Aleksandrowicza - Józefów/Szpital - Aleksandrowicza – Mieszka I – Chrobrego – 11 listopada – Warszawska – Limanowskiego – Narutowicza – Dw. Główny PKP – Grzecznarowskiego – Jana Pawła II - Południowa – Wiejska – Godowska – Witkacego – Malczew (Witkacego – Sołtyków – Zenonów)(ok. 44-48 minut) średnia częstotliwość: 20 – dzień powszedni, 40 – dzień wolny                                            |
| 24    | (Józefów Szpital) Os. Michałów – Chrobrego – Kusocińskiego – 25 czerwca – Żeromskiego – Średnia – Słowackiego – Skaryszewska – Długojów – Janów – Małęczyn Stary – Małęczyn Nowy (Grzmucin) (ok. 39 minut) średnia częstotliwość: 30/40/30/40 – dzień powszedni, 90 – dzień wolny |
| 25    | Wacyn/Szpital - Uniwersytecka - Przytycka – Malczewskiej – Okulickiego - Reja - Lekarska - Traugutta - Dw. Główny PKP - Grzecznarowskiego - Jana Pawła II - Południowa - Gajowa - Wjazdowa – Wierzbicka – Czernoleska – Sycyńska – Os. Południe – Warsztatowa – Żelazna – Potkanów/Stalowa (ok. 43 minut) średnia częstotliwość: 20/40 – dzień powszedni, 40 – dzień wolny                                                                                        |
| 26    | Myśliszewice – (Jedlnia-Letnisko – Siczki – Wrzosów) – Antoniówka – Rajec Poduchowny – Kozienicka – Os. Gołębiów I – Struga - Wernera - Mokra/Wernera – (Wernera – Zielona – Janiszew) (ok. 25-35 minut) średnia częstotliwość: 20/40 – dzień powszedni, 70 – dzień wolny |
| 27    | Skaryszew II/Mickiewicza - Makowiec - Janiszpol - Słowackiego - Grzecznarowskiego - Poniatowskiego - Dw. Główny PKP - Poczta średnia częstotliwość: 40/50/40/50 - dzień powszedni, 100 - dzień wolny |
| N1    | Józefów/Szpital - Aleksandrowicza - Mieszka I - Os. Michałów - Chrobrego - Kusocińskiego - Żwirki i Wigury - Kelles-Krauza - Żeromskiego - 25 Czerwca - Bieliny-Prażmowskiego - Dw. Główny PKP - Grzecznarowskiego - Jana Pawła II - Michalczewskiego - Brata Alberta - Os. Prędocinek (ok. 35-38 minut) średnia częstotliwość: 60 - dzień powszedni i wolny |
| N2    | Os. Gołębiów II/Sempołowskiej - Paderewskiego - Os. Gołębiów II/Paderewskiego - Zbrowskiego - 11 listopada - Os. Gołębiów I - Struga - 25 Czerwca - Kelles-Krauza - Pileckiego - Struga - Malczewskiego - Lekarska - Traugutta - Dw. Główny PKP - 1905 Roku - Limanowskiego - Wierzbicka - Czarnoleska - Sycyńska - Os. Południe - Wierzbicka/Warsztatowa (ok. 40-46 minut) średnia częstotliwość: 60 - dzień powszedni i wolny                                   |
| N3    | Os. Zamłynie – Okulickiego – Narutowicza - Kościuszki – Dw. Główny PKP - Bieliny-Prażmowskiego – 25 Czerwca - Słowackiego - Przejazd - Mazowiecka - Idalin (ok. 30- 31 minut) średnia częstotliwość: 60 - dzień powszedni i wolny |
| Z8    | Kierzków – Wolanowska – NSZZ Solidarność – Kielecka – Okulickiego/Rondo |
|       | |